# تخریب گسترده آلوئولی
آسیب منتشر آلوئولار(Diffuse alveolar damage)، یک الگوی بافتی در بیماری ریه است، که در سندرم دیسترس تنفسی حاد (ARDS)، آسیب حاد ریوی به دنبال ترانسفیوژن (TRALI) و پنومونی بینابینی حاد (AIP) دیده می‌شود.

## علت
آسیب آلوئولی منتشر در درجه اول با ARDS و TRALI در بزرگسالان و بیماری غشاء هیالین در نوزادان همراه است. این عارضه اغلب همراه با عفونت است.

## شیوع
این عارضه یک یافته رایج بیوپسی است. از منظر بافت شناسی، ضایعات آلوئولار منتشر، در چند مرحله اتفاق می‌افتد:
1. فاز اگزوداتیو - شبیه به ادم ریوی. آلوئول‌ها پر از اگزودا می‌شوند.
2. تولید غشا هیالین. غشاءهای هیالین ساختارهای فیبرینی هستند که از ارگانیزه شدن اگزودا حاصل می‌شود.
3. فاز ارگانیزه شدن